# Referendum in Lituania del 2008
Il referendum in Lituania del 2008 si è tenuto il 12 ottobre e aveva ad oggetto l'estensione dell'operatività della centrale nucleare di Ignalina per un periodo tecnicamente sicuro, fino al completamento della costruzione di una nuova centrale nucleare.
La Lituania, peraltro, era obbligata a chiudere i reattori di Ignalina per effetto del trattato di adesione all'Unione europea.
Il referendum, svoltosi contestualmente alle elezioni parlamentari, è stato dichiarato invalido in ragione del mancato raggiungimento del quorum.

## Risultati
| Scelta               | Voti      | %     |
| -------------------- | --------- | ----- |
| Sì                   | 1.156.738 | 91,40 |
| No                   | 108.798   | 8,60  |
| Totale               | 1.265.536 |       |
| Schede bianche/nulle | 40.249    |       |
| Votanti/affluenza    | 1.305.785 | 48,43 |
| Elettori             | 2.696.090 |       |

- Secondo i dati ufficiali, il numero dei votanti è di 1.305.825.